# Мио, мой Мио (повесть)
Мио, мой Мио (швед. Mio, min Mio) — детская сказочная повесть шведской писательницы Астрид Линдгрен, впервые опубликованная в 1954 году.

## Сюжет
Боссе — мальчик, усыновлённый пожилыми приёмными родителями, которые его не особо любят. Однажды хозяйка близлежащего магазина, фру Лундин, дарит Боссе яблоко и просит опустить в почтовый ящик открытку за неё. Мальчик не удерживается от соблазна, чтобы взглянуть на текст: послание адресовано королю, в нём говорится, что его сын скоро вернётся домой, и, как знак, в руке он будет держать золотое яблоко. Яблоко в руке Боссе становится золотым…
Вскоре мальчик находит бутылку с запертым внутри джинном, освобождает его, и тот, увидев яблоко, переносит Боссе в страну Желанную. Там он узнаёт, что его настоящее имя — Мио, а сам он, как сын короля, является принцем этой страны. Мио знакомится с мальчиком Юм-Юмом, отец дарит ему лошадь по имени Мирамис.
Однако вскоре выясняется, что в этой чудесной стране не всё так благополучно, как кажется на первый взгляд: здесь также живёт злой рыцарь по имени Като, который своей ненавистью ко всем выжигает землю вокруг и похищает детей из близлежащих деревень.
Древнее предсказание гласит, что именно Мио, несмотря на свой возраст, сразится с Като и победит его. Мальчики и Мирамис отправляются в далёкое и опасное путешествие.

## Факты
- В 1956 году повесть получила Немецкий приз юношеской литературы[нем.].
- Эта повесть — первая в творчестве Астрид Линдгрен, написанная в жанре эпическое фэнтези. Следующие её книги в этом же жанре: «Братья Львиное сердце» (1973) и «Рони, дочь разбойника» (1981)[1].
- В американском переводе главных героев зовут[2]:
  - Бо «Боссе» Вильгельм Ольсон — Карл Андерс «Энди» Нильсон
  - Юм-Юм — Помпу
- В 1987 году повесть была экранизирована: «Мио, мой Мио», и стала самой дорогой прижизненной экранизацией произведений Астрид Линдгрен.